# 위챗 (2003년 소프트웨어)
위챗(WeeChat, Wee Enhanced Environment for Chat)은 가벼고 빠르도록 설계된 자유-오픈 소스 인터넷 릴레이 챗 클라이언트이다. GNU GPL 3.0 이상 라이선스로 배포되며 2003년부터 개발되고 있다.
위챗은 ncurses 인터페이스를 사용하며 릴레이 플러그인을 사용함으로써 다른 인터페이스(예: 웹 프론트엔드의 하나인 Glowing Bear)를 사용할 수 있다.

## 같이 보기
- Irssi